# Per il mio bene (film)
Per il mio bene è un film del 2024 diretto da Mimmo Verdesca, alla sua opera prima, con protagonista Barbora Bobulova, che si aggiudica il premio Globo d'oro 2025 per la migliore attrice.

## Trama
Giovanna è un'imprenditrice di una ditta veronese specializzata nella lavorazione di marmi, fondata dal defunto padre e dalla madre Lilia, anch'essa amministratrice dell'azienda. La vita di Giovanna si divide tra gli affari imprenditoriali e la figlia adolescente Alida, la quale desta preoccupazioni per lo scarso interesse verso lo studio e la propensione per dedicarsi ad altre attività extrascolastiche.
La vita della donna viene sconvolta dalla notizia di un tumore al fegato, la cui unica possibilità di cura è il trapianto e occorre subito un donatore consanguineo e maggiorenne. Domandando alla madre di prestarsi all'operazione, questa è costretta a rivelare alla figlia di non essere sua madre biologica, in quanto adottata all'età di un mese. Sconvolta ma decisa a ritrovare la madre biologica pur di salvarsi, Giovanna inizia un iter legale e burocratico per rintracciarla, tentativo tuttavia fallito poiché la donna chiese di rimanere nell'anonimato dopo il parto.
Dopo un escamotage con cui riesce a risalire al nome della madre biologica, Anna, e al suo domicilio, Giovanna decide di partire, destando preoccupazione da parte della figlia Alida, la quale inizia ad avvicinarsi nuovamente alla madre dopo averne scoperto la malattia. 
Trasferitasi in un vecchio casolare tra le montagne, in cui vive la madre biologica, anziana donna, schiva e diffidente, con un'insolita ossessione per un lago lì vicino, Giovanna cerca lentamente di entrare in contatto con lei, senza riuscire subito a confessarle di essere la figlia che ha abbandonato.
Dopo che l'anziana viene soccorsa da Giovanna a seguito di un malore, le due donne entrano in confidenza, sino alla scoperta di Giovanna di  alcuni oggetti e ricordi di un infante, accumulati in una stanza segreta della casa di Anna, andando contro le volontà della stessa di non accedervi. Convintasi che l'infante fosse lei stessa, Giovanna riesce a farsi raccontare il passato travagliato della donna, scoprendo tuttavia che si trattava del primo figlio di Anna, annegato nel lago, fuggendo da  due balordi, che poi stuprarono Anna. 
Compreso dolorosamente di essere figlia dello stupro, Giovanna confessa ad Anna la sua vera identità e il vero motivo per cui è lì, chiedendole  comunque di aiutarla a sopravvivere. Anna, sentendosi tradita, la caccia via malamente,  ripudiando nuovamente il contatto col quel tragico passato che Giovanna rappresenta.
Settimane dopo essere tornata a Verona, Giovanna scopre che finalmente vi è un donatore compatibile non identificato e può fare il trapianto di fegato.
Anna, dopo aver subito un intervento all’addome, si immerge nel lago, lasciandosi andare.

## Produzione
Diretto da Mimmo Verdesca, il quale ha scritto il soggetto e la sceneggiatura con Pierpaolo De Mejo e Monica Zapelli, il film è stato prodotto da Rodeo Drive e Rai Cinema.
Il film è stato girato da novembre a dicembre 2023 tra Verona, Malcesine e Roma.

## Promozione
Il trailer ufficiale del film è stato pubblicato il 4 novembre 2024.

## Distribuzione
Il film è stato distribuito da 01 Distribution nelle sale cinematografiche italiane a partire dal 5 dicembre 2024.

## Accoglienza
Il film ha avuto il consenso unanime della critica cinematografica, con particolare plauso per la regia di Verdesca e le interpretazioni di Bobulova, Barrault e Sandrelli.
Maurizio Porro sul Corriere della Sera assegna al film il voto sette e lo definisce «una storia di donne sole che non diventa mai melò, ma esercitazione originale sulla solitudine scelta o imposta». E aggiunge «Mimmo Verdesca si trova bene con una materia sensibile al calore umano degli interpreti e ai sensi unici del destino». 
In un’altra recensione positiva per IO Donna, il critico Paolo Mereghetti afferma che «il film si regge tutto sulla straordinaria interpretazione di Barbora Bobulova».
Paola Casella di MYmovies.it descrive il film come «un trattato sulla maternità come capacità di agire "per il bene" dei propri figli, senza sacrificare il diritto alla propria identità», apprezzando la sceneggiatura «nitida e mai insistita, evita le sottolineature e ci risparmia le spiegazioni inutili» e la regia di Mimmo Verdesca «attenta e pudica», in grado di «raccontare con grazia e competenza una vicenda adulta in cui gli anziani sono trattati finalmente con rispetto e realismo».
Miriam Raccosta del Cinematografo scrive che il film si presenta come «un attestato di genuina imperfezione di due diverse maternità macchiate dall'opprimente senso di colpa», trovando lo stile della regia «asciutto, essenziale e mai completamente afflitto».
Francesco Parrino di The Hot Corn scrive che «è un film di purezza e vitalità, Per il mio bene, e dalla cura emozionale degna del miglior Éric Rohmer, da cui Verdesca disegna una riflessione acuta, intima e universale sull'essere madri-e-figlie, sull'assenza di empatia e sulla natura complessa dei rapporti umani. Un film magnifico, insomma, che dovete vedere». 

## Riconoscimenti
- 2025 – Nastro d'argento
  - Candidatura a Miglior regista esordiente per Mimmo Verdesca
  - Candidatura a Miglior attrice non protagonista per  Stefania Sandrelli

- 2025 – Globo d'oro[14]
  - Miglior attrice a Barbora Bobuľová
  - Candidatura alla miglior opera prima per Mimmo Verdesca

- 2024 – Ciak d'oro[15]
  - Candidatura a Miglior attrice protagonista per Barbora Bobulova

###### Altri premi
- 2025 – International Imago Film Festival
  - Miglior film
  - Miglior attrice a Barbora Bobuľová

- 2025 – Est Film Festival
  - Arco d’Argento - Premio del pubblico
- 2025 – Ischia Global Fest 
  - Ischia Art Award a Mimmo Verdesca
- 2025 – Breganze Film Festival 
  - Miglior film
  - Miglior attrice protagonista a Barbora Bobuľová
- 2025 – Sguardi Altrove 
  - Miglior film Premio Sindacato nazionale giornalisti cinematografici italiani
- 2024 – Pianeta Donna
  - Miglior regista a Mimmo Verdesca
  - Miglior attrice protagonista a Barbora Bobulova